# Ronald Gërçaliu
Ronald Gërçaliu (Tirana, Albania, 12 de febrero de 1986) es un futbolista albanés con nacionalidad austriaca que juega de defensa en el FC Kufstein de Austria.

## Biografía
Ronald Gërçaliu nació en Tirana, Albania. Empezó a jugar al fútbol en un equipo de su ciudad natal, el Partizan de Tirana, cuando era muy joven. Sus padres emigraron a Austria en 1997. Es por esto que, en 2005, Gërçaliu obtuvo la doble nacionalidad.
En Austria comenzó en las categorías inferiores del SK Sturm Graz hasta la temporada 2004-05 en la que debutó con el primer equipo jugando de defensa en la banda izquierda.
En 2006 se marchó a jugar al Red Bull Salzburg. Casi no dispuso de oportunidades de jugar, así que pronto regresó a su antiguo club en calidad de cedido.
El 3 de enero de 2007 fichó por el Austria de Viena. Con este club se proclamó campeón de la Copa de Austria.
En la temporada 2008-09 se marchó a jugar al Red Bull Salzburg.

### Selección nacional
Ha sido internacional con la selección de fútbol de Austria en 14 ocasiones. Su debut como internacional se produjo el 17 de agosto de 2005 en un partido contra Escocia (2-2).
Fue convocado por su selección para disputar la Eurocopa de Austria y Suiza de 2008, donde disputó un partido.

## Clubes
| Club                      | País     | Año       |
| ------------------------- | -------- | --------- |
| SK Sturm Graz             | Austria  | 2004-2005 |
| Red Bull Salzburg         | Austria  | 2006-2009 |
| SK Sturm Graz (cedido)    | Austria  | 2006      |
| FK Austria Viena (cedido) | Austria  | 2007-2008 |
| SC Wiener Neustadt        | Austria  | 2009-2010 |
| FC Ingolstadt 04          | Alemania | 2010-2012 |
| ŁKS Łódź                  | Polonia  | 2012      |
| FC Erzgebirge Aue         | Alemania | 2012-2014 |
| U Cluj                    | Rumania  | 2014      |
| SC Rheindorf Altach       | Austria  | 2014-2015 |
| KF Tirana                 | Albania  | 2015-2016 |
| SC Schwaz                 | Austria  | 2017-2018 |
| SC Imst                   | Austria  | 2019      |
| FC Kufstein               | Austria  | 2020-     |

## Títulos
- 1 Copa de Austria (Austria de Viena, 2007)